# Evangelisch-Reformierte Kirche Nidwalden
Die Evangelisch-reformierte Kirche Nidwalden ist die reformierte Kirche im Kanton Nidwalden. Sie ist Mitglied der Evangelisch-reformierten Kirche Schweiz.

## Struktur

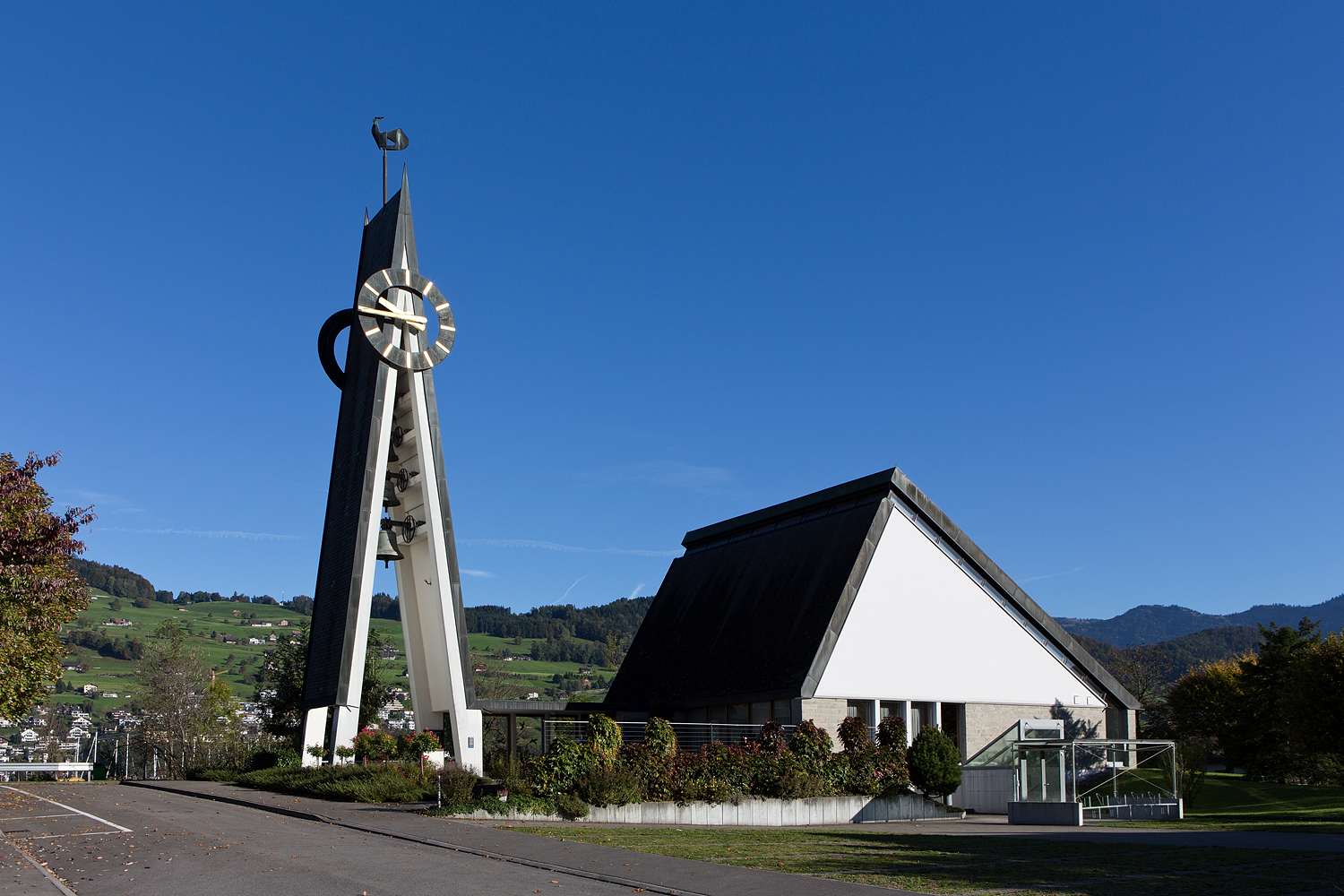
Reformierte Kirche in Buochs

Die Nidwaldner Kirche besteht aus nur einer Kirchgemeinde mit rund 4300 Mitgliedern, die in drei Gemeindekreisen organisiert ist. Oberstes legislatives Organ ist die Kirchgemeindeversammlung, bei der alle Kirchenmitglieder ab Vollendung des 16. Lebensjahrs stimmberechtigt sind. Der Kirchenrat (Exekutive) führt die Geschäfte der Kirche, hat sieben Mitglieder und wird seit 2023 von Reto Bazzani präsidiert.

### Bisherige Präsidenten
- 1970–1978: Adolf W. Sigg, Hergiswil
- 1978–1988: Hans-Rudolf Oetiker, Stansstad
- 1988–1990: Reto Melchior, Oberdorf
- 1990–1993: Hans Dickenmann, Ennetbürgen
- 1993–1997: Louis de Brot, Ennetbürgen
- 1997–2001: Philipp U. Weber, Stansstad
- 2001–2012: Karin Gerber, Buochs
- 2012–2023: Wolfgang Gaede, Ennetmoos
- seit 2013: Reto Bazzani, Hergiswil

## Kirchen
Reformierte Kirchgebäude stehen in Hergiswil, Stans, Stansstad und Buochs.